# Allium purpureoviride
Allium purpureoviride — вид трав'янистих рослин родини амарилісові (Amaryllidaceae), ендемік Туреччини.

## Опис
Цибулина яйцеподібна, заввишки 2.5–3 см, діаметром 2–3 см; зовнішня оболонка чорнувата, розпадається, внутрішня — біла. Стеблина 20–35 см землею, злегка гнучка, циліндрична, діаметром 2–3 мм, злегка жолобкувата, прикоренева частина зелена або червоногаряча. Листків 1–2, ланцетоподібні, 15–25 см довжиною й шириною 1.4–2.2 см, сірувато-зелені із сизим нальотом, червоногарячі біля основи, біля основи звивисті й стають злегка жолобкуватими, з вузьким білим краєм, злегка зубчастим або гладким. Суцвіття гіллясте в час цвітіння й напівсферичне в плодах, не густе, висотою близько 3 см і діаметром 1–5 см. Листочки оцвітини лінійно-яйцеподібні, злегка човноподібні, від тупих до підгострих на верхівці, завдовжки 5–6 мм і шириною приблизно 1 мм, зеленувато-білі з широкою темно-зеленою серединною жилкою і блідо-зеленими смугами, що проходять уздовж серединної. Пиляки довгасті, завдовжки 2 мм і завширшки 1 мм, жовті або пурпурові. Зав'язь пригнічено-куляста з шістьма борознами, довжиною 1.5 мм, діаметром 1.5–2.0 мм, глянсовий, спочатку темно-пурпурий, зрештою зелений. Коробочка зворотноконусно-зворотнояйцеподібна з трьома поздовжніми борознами, довжиною 5–6 мм. Цвіте в травні-червні, плодоносить у червні-липні.

## Поширення
Поширений в азійській Туреччині.